# Stenostauridia
Stenostauridia is een geslacht van vlinders van de familie tandvlinders (Notodontidae), uit de onderfamilie Notodontinae.

## Soorten
- S. comma Strand, 1912
- S. postdiscalis Kiriakoff, 1964